# دیلن سیج
دیلن سیج (انگلیسی: Dylan Sage؛ زادهٔ ۲۴ ژانویهٔ ۱۹۹۲) ورزشکار راگبی ۷ نفره اهل آفریقای جنوبی است.
وی در مسابقات کشوری و بین‌المللی در مجموع برندهٔ ۲ مدال برنز شده‌است.